# EXTL2
EXTL2 (англ. Exostosin like glycosyltransferase 2) – білок, який кодується однойменним геном, розташованим у людей на короткому плечі 1-ї хромосоми.  Довжина поліпептидного ланцюга білка становить 330 амінокислот, а молекулярна маса — 37 466.
| 10         |  | 20         |  | 30         |  | 40         |  | 50         |
| ---------- |  | ---------- |  | ---------- |  | ---------- |  | ---------- |
| MRCCHICKLP |  | GRVMGIRVLR |  | LSLVVILVLL |  | LVAGALTALL |  | PSVKEDKMLM |
| LRREIKSQGK |  | STMDSFTLIM |  | QTYNRTDLLL |  | KLLNHYQAVP |  | NLHKVIVVWN |
| NIGEKAPDEL |  | WNSLGPHPIP |  | VIFKQQTANR |  | MRNRLQVFPE |  | LETNAVLMVD |
| DDTLISTPDL |  | VFAFSVWQQF |  | PDQIVGFVPR |  | KHVSTSSGIY |  | SYGSFEMQAP |
| GSGNGDQYSM |  | VLIGASFFNS |  | KYLELFQRQP |  | AAVHALIDDT |  | QNCDDIAMNF |
| IIAKHIGKTS |  | GIFVKPVNMD |  | NLEKETNSGY |  | SGMWHRAEHA |  | LQRSYCINKL |
| VNIYDSMPLR |  | YSNIMISQFG |  | FPYANYKRKI |  |            |  |            |

A: Аланін

C: Цистеїн

D: Аспарагінова кислота

E: Глутамінова кислота

F: Фенілаланін

G: Гліцин

H: Гістидин

I: Ізолейцин

K: Лізин

L: Лейцин

M: Метіонін

N: Аспарагін

P: Пролін

Q: Глутамін

R: Аргінін

S: Серин

T: Треонін

V: Валін

W: Триптофан

Кодований геном білок за функціями належить до трансфераз, глікозилтрансфераз. 
Білок має сайт для зв'язування з іонами металів, іоном марганцю. 
Локалізований у мембрані, ендоплазматичному ретикулумі.
Також секретований назовні.